# ماداواسکا (مین)
ماداواسکا (به انگلیسی: Madawaska) شهری در ایالت مین کشور ایالات متحده آمریکا است که جمعیت آن در سرشماری سال ۲۰۱۰ میلادی، ۲٬۹۶۷ نفر بوده‌است.